# ثقافة قطر
ثقافة قطر تتأثر بشدة بالثقافة البدوية التقليدية مع تأثير أقل حدة من الهند وشرق أفريقيا وأماكن أخرى في الخليج العربي. أجبرت الظروف المناخية القاسية في شبه الجزيرة سكانها على التحول إلى البحر من أجل القوت. هكذا هناك تركيز واضح على البحر في الثقافة المحلية. غالبا ما ترتبط مواضيع الأدب والفولكلور بالأنشطة القائمة على البحر.
كانت الفنون الشفهية مثل الشعر والغناء أكثر انتشارا من الناحية التاريخية من الفن التشكيلي بسبب القيود التي يضعها الإسلام على تصوير الكائنات الحية ومع ذلك فإن بعض التخصصات الفنية البصرية مثل الخط والعمارة وفنون النسيج تمارس على نطاق واسع. تم استيعاب الفنون التصويرية تدريجيا في ثقافة البلاد خلال عصر النفط.
منذ 2016 فإن صلاح غانم العلي هو وزير الثقافة والرياضة في قطر.

## الفنون البصرية
بسبب موقف الإسلام من الفن التشكيلي فقد لعبت اللوحات والفنون التشكيلية والفنون البلاستيكية دورا لا يستهان به نسبيا في الثقافة القطرية حتى اكتشاف النفط في منتصف القرن العشرين. كانت الفنون البصرية الأخرى مثل الخط والعمارة هي تاريخيا أكثر الأشكال هيمنة للتعبير البصري الإسلامي. كان الخط العربي الأكثر قيمة في المجتمع بسبب ارتباطه الوثيق بالإسلام. كثيرا ما يستخدم الخط في تصميم الشعارات الرسمية للدولة على سبيل المثال شعار رؤية قطر الوطنية 2030.
أقيمت معارض فنية تحت رعاية وزارة التربية والتعليم حتى عام 1972 حيث بدأت الدولة بتقديم الدعم الكامل للمشهد الفني. تأسست الجمعية القطرية للفنون الجميلة في عام 1980 بهدف تعزيز أعمال الفنانين القطريين. يوسف أحمد الحميد هو شخصية بارزة في صناعة الفن في قطر ويمثل البلد بانتظام في الأحداث السنوية والمناسبات الدولية. تم عرض أعماله الفنية دوليا.
على مدى السنوات العشرين الماضية قاد العديد من أفراد عائلة آل ثاني اهتمام قطر ومشاركتها في مجال الفنون ومواصلة تشكيل السياسة الثقافية للبلاد. كشفت قطر عن كونها أكبر مشتري فني في العالم في عام 2011 من قبل صحيفة الفن.

## الشعر
كان الشعر جزءا لا يتجزأ من الثقافة منذ العصر ما قبل الإسلام. كان قطري بن الفجاءة وهو بطل شعبي يرجع تاريخه إلى القرن السابع مشهورا بكتابة الشعر. كان ينظر إليه على أنه الفن اللفظي الذي يؤدي الوظائف الاجتماعية الأساسية. كان وجود الشاعر الشهير بين صفوفها مصدرا للفخر للقبائل. فهي الطريقة الرئيسية التي تنتقل بها التقاليد القديمة إلى الأجيال. قصائد قامت بتأليفها الإناث تركز أساسا على موضوع الرثاء. هذا النوع من الشعر كان بمثابة المرثاة.
كان الشعر النبطي هو الشكل الأساسي للشعر الشفوي. في القرن التاسع عشر ألقى مؤسس قطر قاسم بن محمد آل ثاني قصائد نبطية مؤثرة على الأوضاع السياسية في قطر. تبث القصائد النبطية في الإذاعة والتلفزة في البلاد.

## الأدب
بدأت الحركة الأدبية الحديثة في قطر في السبعينات. خلافا لمعظم أشكال الفن الأخرى في المجتمع القطري شاركت الإناث في حركة الأدب على درجة مماثلة للذكور. في السبعينات من القرن العشرين كان معظم الأعمال المبكرة للإناث تدور حول قصائد الرثاء التي نشرت في الصحف المحلية. أصبحت كلثم جبر أول قطرية تنشر مجموعة من القصص القصيرة وأول كاتبة قطرية تنشر عملا كبيرا عندما أصدرت مختاراتها من القصص القصيرة التي يرجع تاريخها إلى عام 1973 إلى سنة نشرها 1978. تتركز هذه القصص التي تحمل عنوان «أنيا وغابات الصمت والتردد» على رغبة المرأة القطرية في إعادة هيكلة المعايير الاجتماعية والمفاهيم الثقافية.

## الموسيقى

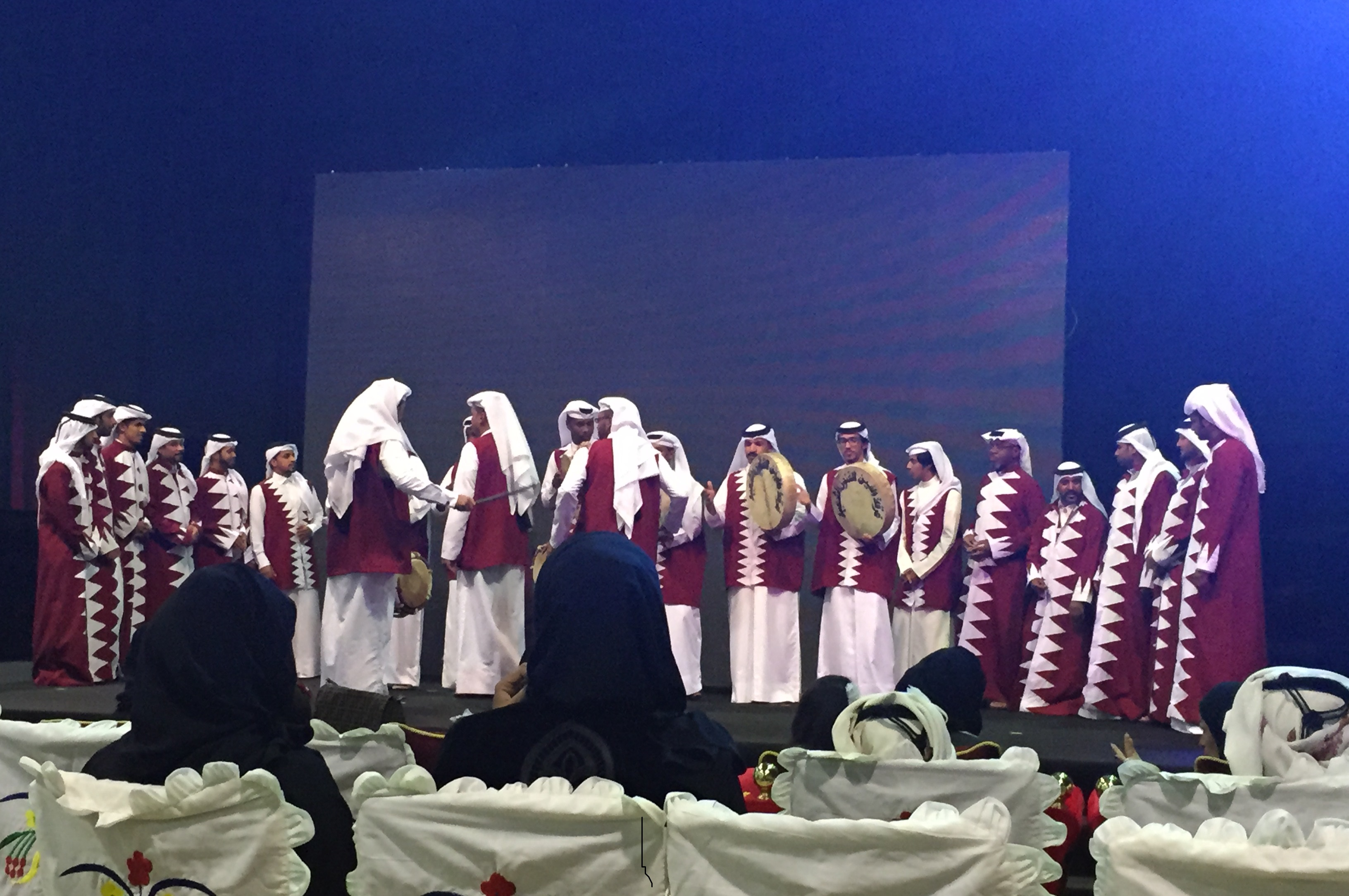
الراقصون القطريون التقليديون.

الموسيقى الشعبية في قطر لها ارتباط وثيق مع البحر. الأغاني المتعلقة بصيد اللؤلؤ هي النوع الأكثر شعبية من موسيقى الذكور الشعبية. كل أغنية - المتفاوتة في الإيقاع - تروي نشاطا مختلفا من رحلة اللؤلؤ بما في ذلك نشر الأشرعة والغوص وتجديف السفن. كان الغناء الجماعي جزءا لا يتجزأ من كل رحلة لؤلؤ وكان لكل سفينة مغني محدد يعرف محليا باسم النهام.
العرضة رقصة فولكلورية لا تزال تمارس في قطر. يتم تنفيذ الرقص من صفين من الرجال مقابل بعضهما البعض وكل منهم قد يحمل أو لا يحمل السيف ويرافقه الطبول والشعر المنطوق.
غنت النساء في المقام الأول أغاني العمل المرتبطة بالأنشطة اليومية مثل طحن القمح والطبخ. تم تنفيذ الأغاني بشكل جماعي في مجموعات صغيرة بعضها يتعلق بالمواضيع العامة في حين أن بعضها الآخر يتعلق بعمل محدد. كما تغني النساء عند رؤية سفن اللؤلؤ. بعد الرؤية كن يتجمعن حول شاطئ البحر حيث كن يصفقن ويغنين عن مصاعب الغوص لجمع اللؤلؤ.

## اللباس
الرجال القطريين يرتدون الثوب (قميص أبيض طويل) على سراويل فضفاضة. كما أنهم يرتدون غطاء رأس فضفاض يسمى الغترة والتي تأتي باللون الأبيض أو الأحمر والأبيض. ترتدي النساء فستانا أسود طويل يعرف باسم العباءة. هن يغطين رأسهن بحجاب ويخفين أحيانا وجههن ببرقع.

## وسائل الإعلام
توجد حاليا سبع صحف متداولة في قطر أربعة منها تنشر باللغة العربية وثلاثة منشورات باللغة الإنجليزية. بالإضافة إلى ذلك هناك تسع مجلات.
جميع البرامج الإذاعية من قطر مملوكة للدولة وتدمج كخدمة إذاعية قطرية. بدأ البث الإذاعي في البلاد في يونيو 1968 وبدأت عمليات البث الإنجليزي في ديسمبر 1971 من أجل استيعاب مجتمع المغتربين غير الناطقين بالعربية. يوجد في هذا النظام حاليا محطات إذاعية باللغات الإنجليزية والعربية والفرنسية والأردية.
تأسست قناة الجزيرة في عام 1996 وهي أكبر شبكة تلفزيونية في قطر وأصبحت منذ ذلك الحين أساس قطاع الإعلام. بدأت قناة الجزيرة منذ إنشائها ببث الأخبار العربية وقناة تلفزيونية فضائية في الوقت الراهن وتوسعت منذ ذلك الحين إلى شبكة مع العديد من المنافذ بما في ذلك الإنترنت وقنوات التلفزيون المتخصصة بلغات متعددة. يشير «تأثير الجزيرة» إلى التأثير العالمي لشبكة الجزيرة الإعلامية ولا سيما على سياسات العالم العربي.

## العطلات
عطلات نهاية الأسبوع في قطر هي يومي الجمعة والسبت. تم تغيير اليوم الوطني لقطر من 3 سبتمبر إلى 18 ديسمبر في عام 2008. الأعياد البارزة في البلاد مدرجة أدناه:
| التاريخ                       | اسم العطلة           | الوصف                                                                                                |
| ----------------------------- | -------------------- | --- |
| ثاني يوم ثلاثاء من شهر فبراير | اليوم الرياضي الوطني | عطلة رسمية.                                                                                          |
| في وقت باكر من شهر مارس       | عطلة البنك           | عطلة مصرفية.                                                                                         |
| 18 ديسمبر                     | اليوم الوطني لقطر    | ذكرى إعلان قيام دولة قطر.                                                                            |
| 1, 2, 3 من شهر شوال           | عيد الفطر            | يحتفل به بعد انتهاء الصيام في شهر رمضان.                                                             |
| 10, 11, 12 ذو الحجة           | عيد الأضحى           | إحياء استعداد إبراهيم للتضحية بابنه إسماعيل. المعروف أيضا باسم العيد الكبير (يحتفل به من 10 إلى 13). |

## الرياضة

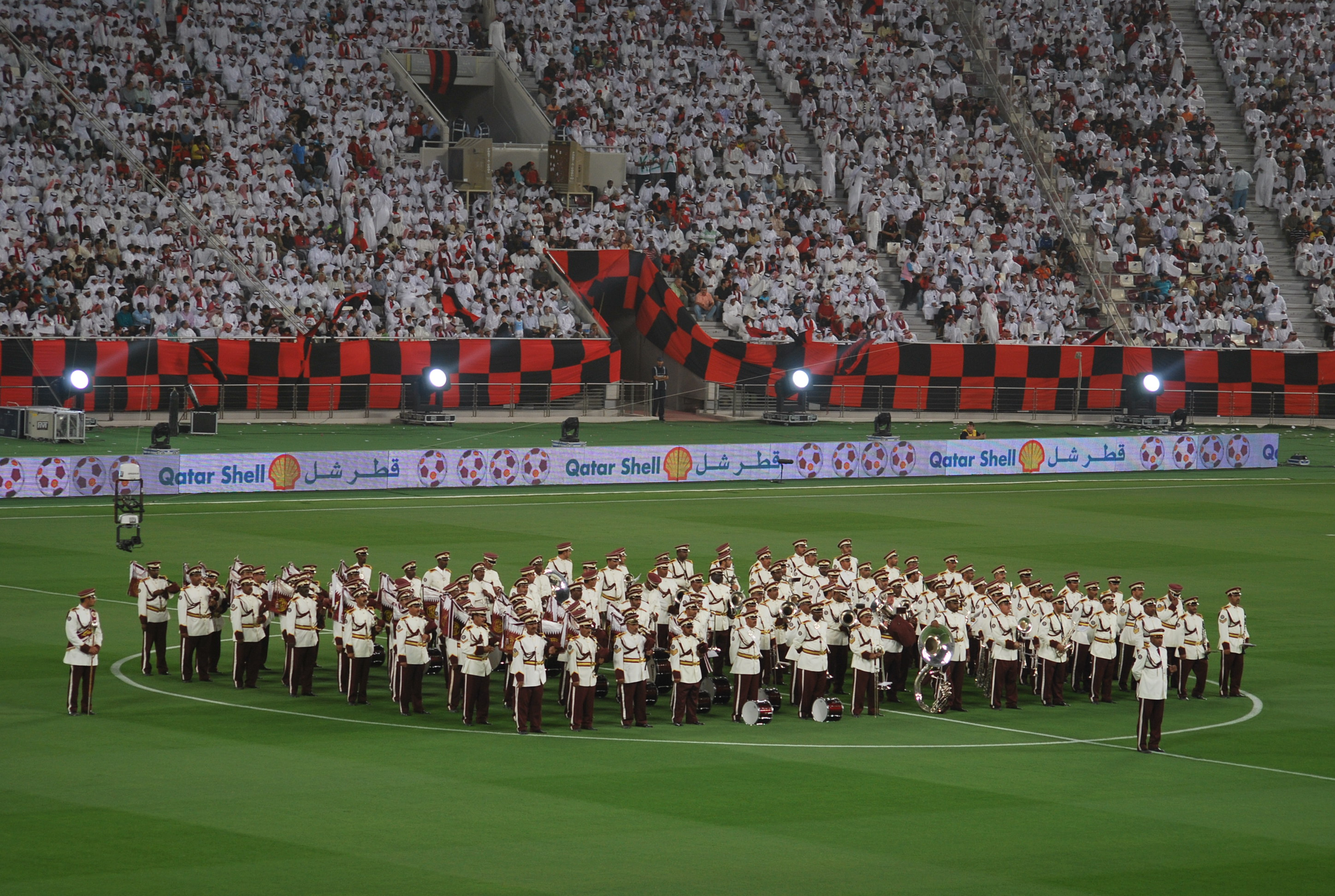
النشيد الوطني قبل بداية المباراة النهائية لكأس أمير قطر.

كرة القدم هي الرياضة الأكثر شعبية فيما يتعلق بقاعدة اللعب والمشاهدة. بالإضافة إلى ذلك تمارس ألعاب القوى وكرة السلة وكرة اليد وكرة الطائرة وسباق الهجن وسباقات الخيل وكريكيت والسباحة على نطاق واسع. يوجد حاليا 11 ناديا رياضيا متعدد الرياضات في البلد و 7 أندية رياضية فردية.
قبل بدء اللعب بكرة القدم كانت الألعاب التقليدية هي الدحروي والصباح وطاق طاق طاقية للفتيان والكناتب واللقفة ونط الحبل للفتيات. لعبت عدة ألعاب طاولة مثل المنقلة في العقود السابقة. أكثر ألعاب اللوح شعبية هما العيلة والحلوسة. تشمل الرياضات التقليدية الأخرى التي تمارس في البلاد الصيد بالصقور وسباق الهجن والصيد.

## الطعام والشراب
تتبع قطر أحكام الشريعة الإسلامية لذلك لا يمكن جلب الكحول والمواد الإباحية ومنتجات لحم الخنزير والمخدرات إلى البلاد ويتم تفتيش الأمتعة عند الوصول. المطبخ القطري امتداد للمطبخ العربي والمشرق العربي التقليدي. كما يتأثر بشكل كبير بالمطبخ الإيراني والهندي. تعد المأكولات البحرية والتمور من المواد الغذائية الأساسية. المجبوس وجبة تتكون من الأرز واللحوم والخضار وهي الطبق الوطني.
الكحول غير قانوني في قطر ولكن بيعه وشربه منظم بشكل كبير. يحظر على المسلمين شراء الكحول وشربه. مطلوب الحصول على ترخيص الخمور لشراء الكحول.

## التلفزيون

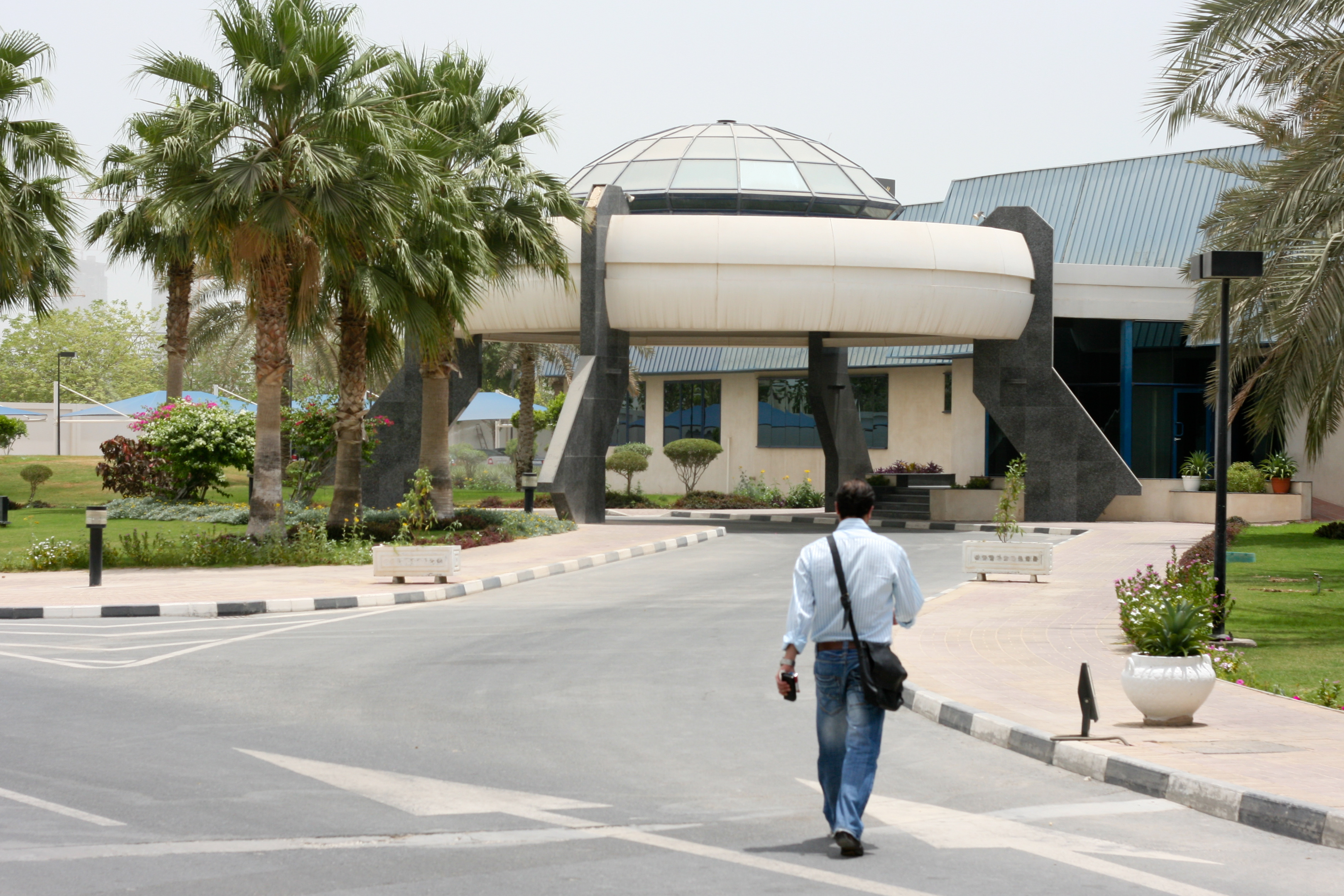
مبنى قناة الجزيرة.

تتواجد شبكة الجزيرة الإعلامية المتعددة الجنسيات في الدوحة مع مجموعة واسعة من القنوات منها قناة الجزيرة العربية وقناة الجزيرة الإنجليزية وقناة الجزيرة الوثائقية وقناة الجزيرة مباشر وشركة بي إن سبورتس العربية وغيرها من القنوات في دوار التلفزيون في المدينة.
التلفزيون الأرضي
تشمل محطات التلفزيون الأرضية المتاحة الآن في نيلسات ما يلي:
| القناة | الإشارة         | الشكل                                   | اسم المحطة | الشبكة                      | الحالة        |
| ------ | --------------- | --------------------------------------- | --- | --------------------------- | ------------- |
| 21     | تردد فوق العالي | بث الفيديو الرقمي - الجيل الثاني الأرضي | قناة كيو العربية | مجموعة ليبو الشرق الأوسط    | محلية / وطنية |
| 31     | تردد فوق العالي | بث الفيديو الرقمي - الجيل الثاني الأرضي | تلفزيون الوطنية | مجموعة ليبو الشرق الأوسط    | محلية / وطنية |
| 37     | تردد فوق العالي | بث الفيديو الرقمي - الجيل الثاني الأرضي | إم بي سي 1 إم بي سي 4 إم بي سي أكشن تلفزيون سبورت ون تلفزيون ميغا سايت                                                                   | فيفا                        | محلية / وطنية |
| 39     | تردد فوق العالي | بث الفيديو الرقمي - الجيل الثاني الأرضي | تلفزيون فوكس الشرق الأوسط فوكس للأخبار العربية سكاي نيوز عربية بي بي سي عربي قناة أخبار المستهلك والأعمال سي إن إن تلفزيون الشبكة الصيني | إمتك                        | محلية / وطنية |
| 41     | تردد فوق العالي | بث الفيديو الرقمي - الجيل الثاني الأرضي | المؤسسة اللبنانية للإرسال تلفزيون كوب قناة إنفنيتي الفضائية                                                                              | إمتك                        | محلية / وطنية |
| 43     | تردد فوق العالي | بث الفيديو الرقمي - الجيل الثاني الأرضي | تلفزيون آي 1 تلفزيون آي 2 برينكلو ميريديان                                                                                               | مجموعة تلفزيون آي العربية   | محلية / وطنية |
| 45     | تردد فوق العالي | بث الفيديو الرقمي - الجيل الثاني الأرضي | الجزيرة | شبكة الجزيرة الإعلامية      | محلية / وطنية |
| 47     | تردد فوق العالي | بث الفيديو الرقمي - الجيل الثاني الأرضي | أو إس إن الأولى وأكثر أو إس إن للأخبار اليوم قناة المسلسلات بيسونا إنسبيراسي هداية إماس بينتانغ تارا بيلانغي كيارا                       | شبكة أوربت شوتايم           | محلية / وطنية |
| 49     | تردد فوق العالي | بث الفيديو الرقمي - الجيل الثاني الأرضي | تلفزيون رادار إم إن سي سبورتس 1 إم إن سي سبورتس 2 سبورت 24 روسيا اليوم فرنسا 24 إن إتش كيو وورلد بريميوم                                 | جاي بي إم سي                | محلي          |
| 51     | تردد فوق العالي | بث الفيديو الرقمي - الجيل الثاني الأرضي | تلفزيون آي آي للموسيقى آي للأفلام قناة سوارا تلفزيون جي إم أيه بينوي تلفزيون جي إم أيه حياة تلفزيون جي إم أيه للأخبار الدولية            | تلفزيون سيتي شبكة جي إم أيه | محلي          |
| 53     | تردد فوق العالي | بث الفيديو الرقمي - الجيل الثاني الأرضي | تلفزيون قطر 1 تلفزيون قطر 2 معلومات تفاعلية عن الخطوط الجوية القطرية                                                                     | إعلام قطر                   | محلي          |
| 55     | تردد فوق العالي | بث الفيديو الرقمي - الجيل الثاني الأرضي | ألوان تلفزيون سوني تلفزيون غارودا | تلفزيون فياكوم 18           | محلي          |
| 57     | تردد فوق العالي | بث الفيديو الرقمي - الجيل الثاني الأرضي | تلفزيون زي زي ألوان ستار بلاس قناة أو آر تي في إم السعودية 1 آر تي في إم السعودية 2                                                      | شبكة زي                     | محلي          |
| 59     | تردد فوق العالي | بث الفيديو الرقمي - الجيل الثاني الأرضي | تلفزيون عجمان تلفزيون إنفينيتي تلفزيون نور دبي تلفزيون الريان تلفزيون إم دي سي تلفزيون دي إم سي تلفزيون إلشينتا تلفزيون جاوا بوس         | اتصالات جاي بي إم سي        | محلي          |

قنوات مدفوعة الثمن
- تيليدونيت
- تلفزيون موزايك
- ماي هيوماكس
- تلفزيون ميفو
- سكاي (قطر والإمارات والسعودية والكويت وسلطنة عمان وإيران فقط وباكستان وفلسطين وسوريا والعراق تفتح قريبا 29 مايو 2017)

## الإذاعة
لدى الدوحة مجموعة متنوعة من المحطات الإذاعية منها:
| إذاعة إف إم - 90.8 – كيو بي إس العربية - 91.7 – راديو كيو إف - 92.0 – إم بي سي إف إم - 92.6 – راديو سوا الخليج - 93.7 – راديو كيو إف - 94.0 – أوريكس إف إم الفرنسية - 97.5 – كيو بي إس الإنجليزية - 99.6 – راديو مونتي كارلو - 100.3 – بانوراما إف إم - 100.8 – صوت الخليج - 101.0 -- سيندو تريجايا إف إم - 102.0 – فوكس نيوز توك - 102.2 -- سونورا إف إم - 103.4 – راديو القرآن الكريم - 104.6 -- ديلتا إف إم - 107.4 – بي بي سي | إذاعة إلكترونية - 10ب مولتيبلكس العربية - سي221 – كيو بي إس العربية - سي222 – راديو كيو إف - سي223 – إم بي سي إف إم - سي224 – راديو سوا الخليج - سي225 – راديو كيو إف - سي226 – أوريكس إف إم الفرنسية - سي227 – كيو بي إس الإنجليزية - سي228 – راديو مونتي كارلو - سي229 – بي بي سي العربية - سي230 – بانوراما إف إم - سي231 – صوت الخليج - سي232 – فوكس للأخبار - سي233 – راديو القرآن الكريم - سي234 – بي بي سي العالمية | إذاعة إلكترونية - 10سي مولتيبلكس الإندونيسية - سي235 – سونورا إف إم - سي236 – ديلتا إف إم - سي237 – سيندو تريجايا إف إم |